# موج‌نقش

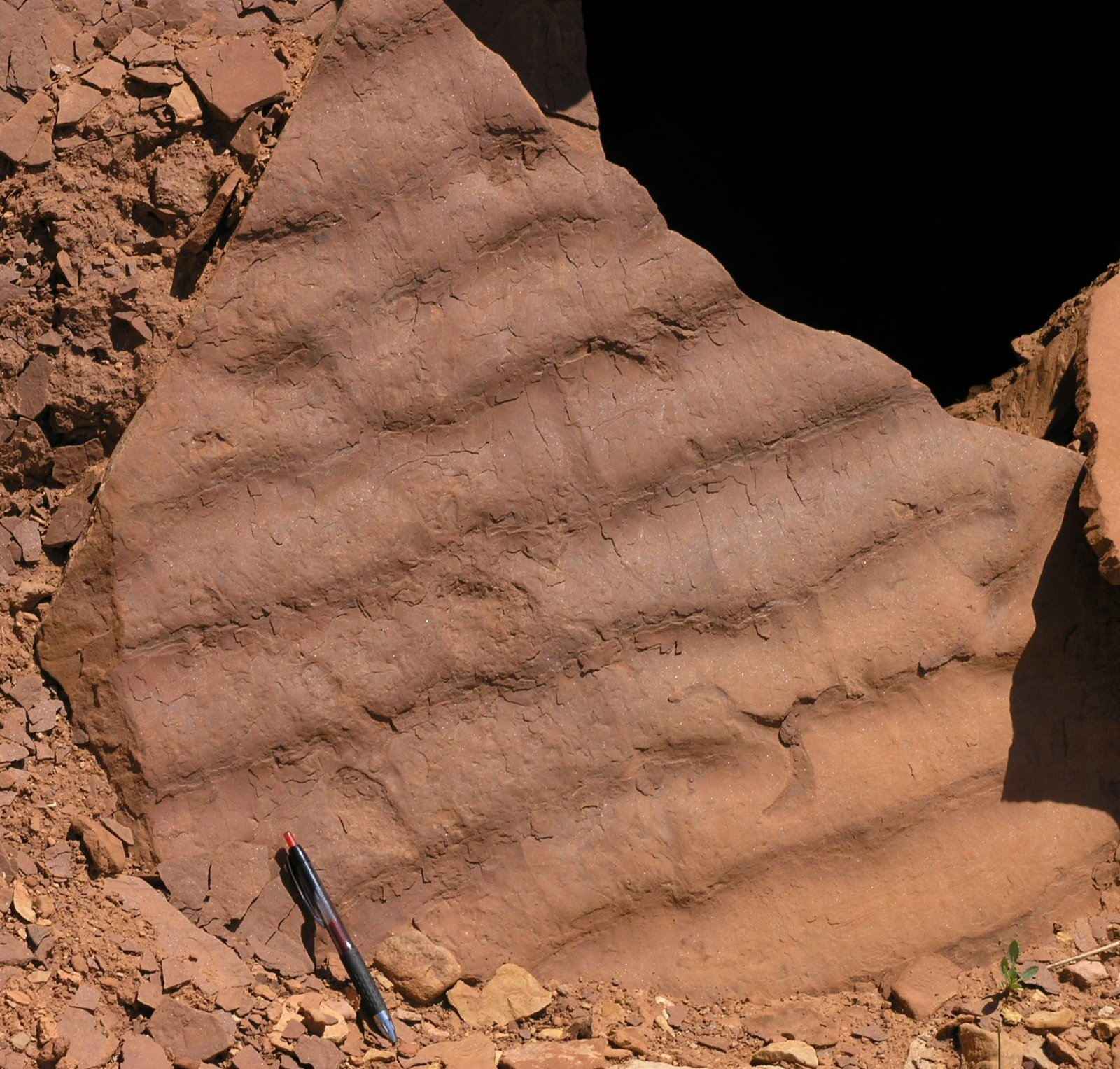
یک موج‌نقش قدیمی در ماسه‌سنگ در یوتا.

در زمین‌شناسی، موج‌نقش‌ها (ripple marks) سطوح مواجی هستند که در اثر حرکت آب یا باد بر روی سطوحی با دانه‌هایی در حد سیلت درشت تا ماسهٔ ریز تشکیل می‌گردند. 
به عبارت دقیق‌تر، موج‌نقش سطح موجی یا سیمایی سطحی است متشکل از فرورفتگی‌ها و پشته‌های کوچک‌مقیاس تقریباً موازی که در سطح تماس بین سیال و مواد رسوبی نامنسجم، به‌ویژه ماسهٔ سست، تشکیل می‌شود.
از این اشکال می‌توان برای تشخیص بالا و پایین لایه‌ها، جهت جریان قدیمه و همچنین تشخیص میزان انرژی محیط در زمان تشکیل استفاده کرد. برای تعیین میزان انرژی محیط از ضریبی به نام اندیس موجی استفاده می‌شود که به صورت نسبت طول موج (L) به ارتفاع موج (H) بیان می‌شود. L/H: اندیس موجی

## تعریف‌ها

تاج و ناوه.

بخش انباشته موج‌نقش‌ها کوهه یا پشته و سر کوهه‌ها، تاج crest نام دارد. فرورفتگی بین کوهه‌ها ناوه trough نامیده می‌شود. آن سمت از کوهه که «رو به جریان» stoss side است دارای شیب ملایم و جهت «پشت به جریان» lee side شیبی تندتر دارد. بسته به این‌که جریان مورد نظر آب یا باد باشد، سمت رو به جریان را سمت آبخور یا بادخور و سمت پشت به جریان را سمت آب‌پناه یا بادپناه می‌گویند.

## دو دسته اصلی
معمولاً موج‌نقش‌ها به دو صورت دیده می‌شوند:
۱) موج‌نقش‌های جریانی: اشکال مهاجرتی هستند که حاصل جریان‌های یک طرفه بوده و سه قسمت در آن‌ها قابل تشخیص است:

اول قسمتی که دارای شیب ملایم است و در خلاف جهت جریان قرار دارد  دوم قسمتی است دارای شیب تند بوده و در جهت جریان قرار می‌گیرد و سوم خط‌الراس آن  می‌باشد که بر اساس تفاوت در خط الراس، آنها را به چند نوع تقسیم می‌کنند که از آن جمله می‌شود انواع زیر را نام برد: مستقیم، پیچیده، زنجیره‌ای، و زبانه‌ای.
سازوکار تشکیل این موج‌نقش‌ها بدین صورت است که در اثر حرکت امواج آب یا باد از یک جهت رسوب از قسمت با شیب ملایم به قسمت با خط الراس موج‌نقش و ریزش آن بطرف پایین در قسمت پرشیب مهاجرت می‌کند این نوع حرکت رسوبات باعث مهاجرت و حرکت موج‌نقش می‌شود بطوری که خود باعث تشکیل ساختمان دیگری بنام  لایه‌بندی مورب می‌شود.
۲) موج‌نقش‌های موجی: یا موج‌نقش‌های ساحلی اشکال موجی شکل هستند که برجستگی‌های نوک تیز و فرورفتگی‌های پهن دارند برای تشکیل این نوع از موج‌نقش‌ها یک جریان رفت و برگشت لازم است (مانند حرکت امواج) در اثرحرکت رفت به سمت خشکی موج‌نقش‌های نوع جریانی تشکیل می‌شود در اثر برگشت به سمت دریا قسمتی از ریپل‌ها فرسایش می‌یابد و ذرات درشت نیز در پشت موج‌نقش‌ها برجا می‌ماند به این ترتیب شکل موج‌نقش موجی تکمیل می‌شود به طوری که در قسمت سمت خشکی ذرات درشت و در قسمت سمت دریا ذرات ریزتر و دارای چندلایگی می‌باشد در صورتی که در سمت خشکی فاقد چندلایگی می‌باشد. این نوع  از موج‌نقش‌ها همانطور که  بیان شد در مکان‌ها یی که حرکت آب رفت و برگشت باشد به وجود می‌آید مانند  ساحل دریا همچنین با استفاده از این اشکال می‌شود علاوه بر این تشخیص بالا و پایین لایه جهت جریان را تا حدودی تشخیص داد.
| راست    | موج‌نقش‌های راست لایه‌بندی‌های موربی ایجاد می‌کنند که همگی در یک پهنه قرار دارند و رگه‌های هم‌جهتی را تشکیل می‌دهند. این‌گونه موج‌نقش‌ها بر اثر حرکت یک‌جهته جریان‌ها پدید می‌آیند. |
| خمیده   | موج‌نقش‌های خمیده لایه‌بندی‌های موربی ایجاد می‌کنند که پرپیچ‌وخم هستند. این گونه موج‌نقش‌ها، لایه‌بندی مورب ناوه‌ای پدید می‌آورند. تمامی رگه‌های به‌وجود آمده بر اثر این موج‌نقش با جریان آب و هم‌چنین جهت سراشیبی زاویه دارند. |
| زنجیرکش | موج‌نقش‌های زنجیرکِش لایه‌بندی موربی پدید می‌آورند که انحنادار هستند اما جهت شیرجه آن‌ها هماهنگ است. نقش‌های این گونه از موج‌نقش شبیه به نقشی است که از تکرار حرف W ایجاد می‌شود. موج‌نقش‌های زنجیرکش هم هم‌چون موج‌نقش‌های خمیده توسط جریان یک‌جهته‌ای که با جهت اصلی جریان و جهت شیب سطح زاویه دارند پدید می‌آید. |
| هلالی   | موج‌نقش‌های هلالی کوهه‌هایی دارند که در آن‌ها خمیدگی دیده می‌شود. موج‌نقش‌های هلالی لایه‌بندی‌هایی مانند موج‌نقش‌های زنجیرکش و خمیده به‌وجود می‌آورند. موج‌نقش‌های هلالی با جهت شیب زمین و جهت جریان آب زاویه درست می‌کنند. اَشکال این‌گونه از موج‌نقش‌ها تصادفی است. در موج‌نقش‌های معروف به هلالی، اگر شیب روبه جریان کوهه یعنی قسمت آبخور آن خمیده شده باشد به آن موج‌نقش هلالی و اگر شیب پشت به جریان کوهه یا همان قسمت آب‌پناه آن خمیده شده باشد به آن موج‌نقش زبانه‌دار می‌گویند. |